# Islamisches Institut Chussain Faischanow in Nischni Nowgorod
Das Islamische Institut Chussain Faischanow (russisch Нижегородский исламский институт (НИИ) им. Х. Фаизханова; wiss. Transliteration Nižegorodskij islamskij institut (NII) im. Ch. Faizchanova) ist eine 2004 oder 2005 gegründete bzw. registrierte höhere islamische Bildungseinrichtung und ein Forschungsinstitut in der Oblast Nischni Nowgorod mit Sitz in deren Hauptstadt Nischni Nowgorod. Direktor des Instituts ist Damir Muchetdinow. Das Institut ist nach Chussain Faischanow (1823 oder 1828–1866) benannt, dem tatarischen Schriftsteller und Gelehrten, den die Themen Bildung, Geschichte und Pädagogik beschäftigten.
Es wurde von zwei Organisationen in der Oblast Nischni Nowgorod, der Geistliche Verwaltung der Muslime der Oblast Nischni Nowgorod (DUMNO) in Verbindung mit der Regionalen national-kulturellen Autonomie der Tataren der Oblast Nischni Nowgorod (Regionalnaja nazionalno-kulturnaja awtonomija tatar Nischegorodskoi oblasti / Региональная национально-культурная автономия татар Нижегородской области / Regional'naja nacional'no-kul'turnaja avtonomija tatar Nižegorodskoj oblasti; engl. Regional National and Cultural Autonomy of Tatars of the Nizhny Novgorod Region; Abk. RNKATNO), deren Vorsitzender Gayaz-hazrat Zakirov ist, gegründet.
Das Institut fungiert auch als Veranstalter von wissenschaftlichen Konferenzen und beteiligt sich an Verlags- und Bildungsprojekten.
Der Bau des Instituts wurde mit Geldern der Islamischen Entwicklungsbank mit Sitz in Dschidda, Saudi-Arabien, finanziert.

Das mit finanzieller Unterstützung des russischen Fonds für die Unterstützung der islamischen Kultur, Wissenschaft und Bildung arbeitende Portal Islamrf.ru merkt Folgendes an: 

„DUMNO in assistance with RNKATNO has founded Husein Faizkhanov Islamic Institute in Nizhny Novgorod — a nonreligious institute to prepare specialists in secular theology rather than in practical devotion. We hope to find opportunity to open departments of the Tatar language and Literature, of the Oriental languages, of Pedagogic and other secular disciplines for ethnical Muslims. We used to have a Tatar Pedagogical College in Nizhny Novgorod in the 1920s. Its graduates worked not only here in Nizhny Novgorod but also in our neighbouring regions and republics of Chuvashia and Mordovia. Faizkhanov Islamic Institute might just as well provide specialists for the whole Volga Federal District.“